# Challenger de Nápoles 2022
El Tennis Napoli Cup 2022 fue un torneo de tenis perteneciente al ATP Tour 2022 en la categoría ATP Tour 250. El torneo tuvo lugar en la ciudad de Nápoles (Italia) desde el 18 hasta el 23 de octubre de 2022 sobre canchas duras.

## Distribución de puntos y premios
| Categoria            | G   | F   | SF  | CF | R16 | R32 | C  | C2 | C1 |
| Individual masculino | 250 | 165 | 100 | 50 | 25  | 0   | 13 | 7  | 0  |
| Dobles masculino     | 250 | 150 | 90  | 45 | 20  | 0   | -  | -  | -  |

## Cabezas de serie

### Individuales masculino
| Tenista           | Ranking | Preclasificado |
| Pablo Carreño     | 15      | 1              |
| Matteo Berrettini | 16      | 2              |
| Roberto Bautista  | 22      | 3              |
| Lorenzo Musetti   | 28      | 4              |
| Miomir Kecmanović | 32      | 5              |
| Sebastián Báez    | 35      | 6              |
| Albert Ramos      | 40      | 7              |
| Adrian Mannarino  | 44      | 8              |

- Ranking del 10 de octubre de 2022.[2]

### Dobles masculino
| Tenistas                          | Ranking | Preclasificados |
| Ivan Dodig Austin Krajicek        | 48      | 1               |
| Simone Bolelli Fabio Fognini      | 51      | 2               |
| Matthew Ebden John Peers          | 52      | 3               |
| Rafael Matos David Vega Hernández | 67      | 4               |

## Campeones

### Individual masculino
Lorenzo Musetti venció a  Matteo Berrettini por 7-6(7-5), 6-2

### Dobles masculino
Ivan Dodig /  Austin Krajicek vencieron a  Matthew Ebden /  John Peers por 6-3, 1-6, [10-8]